# 费县北站
费县北站位于中华人民共和国山东省临沂市费县，是日兰高速铁路上的一座车站，2019年11月26日随日兰高速铁路日照至曲阜段开通而投入使用。